# That's No Moon
That's No Moonは、アメリカのロサンゼルスとサンディエゴを拠点とするゲーム開発企業。
ステルスで6ヶ月間開発を進めたのち、2021年7月28日に会社設立を発表した。社名の『That's No Moon』はスターウォーズから取られている。
設立者は4人でそのうちの1人Michael MumbauerはCEOを務める。MumbauerはVisual Arts Service Groupを13年間に渡って率いた経験を持ち、社員にはバンジー在籍者など優秀な人物が多く採用されている。
同社はデビュー作としてAAAの三人称アクションアドベンチャーゲームをリリースする予定である。作品はナラティブ性を重視するといい、ストーリーテリング重視のゲームを求めていた韓国のSmilegateから1億ドル（約110億円）の投資を受けている。